# Art Academy of Cincinnati

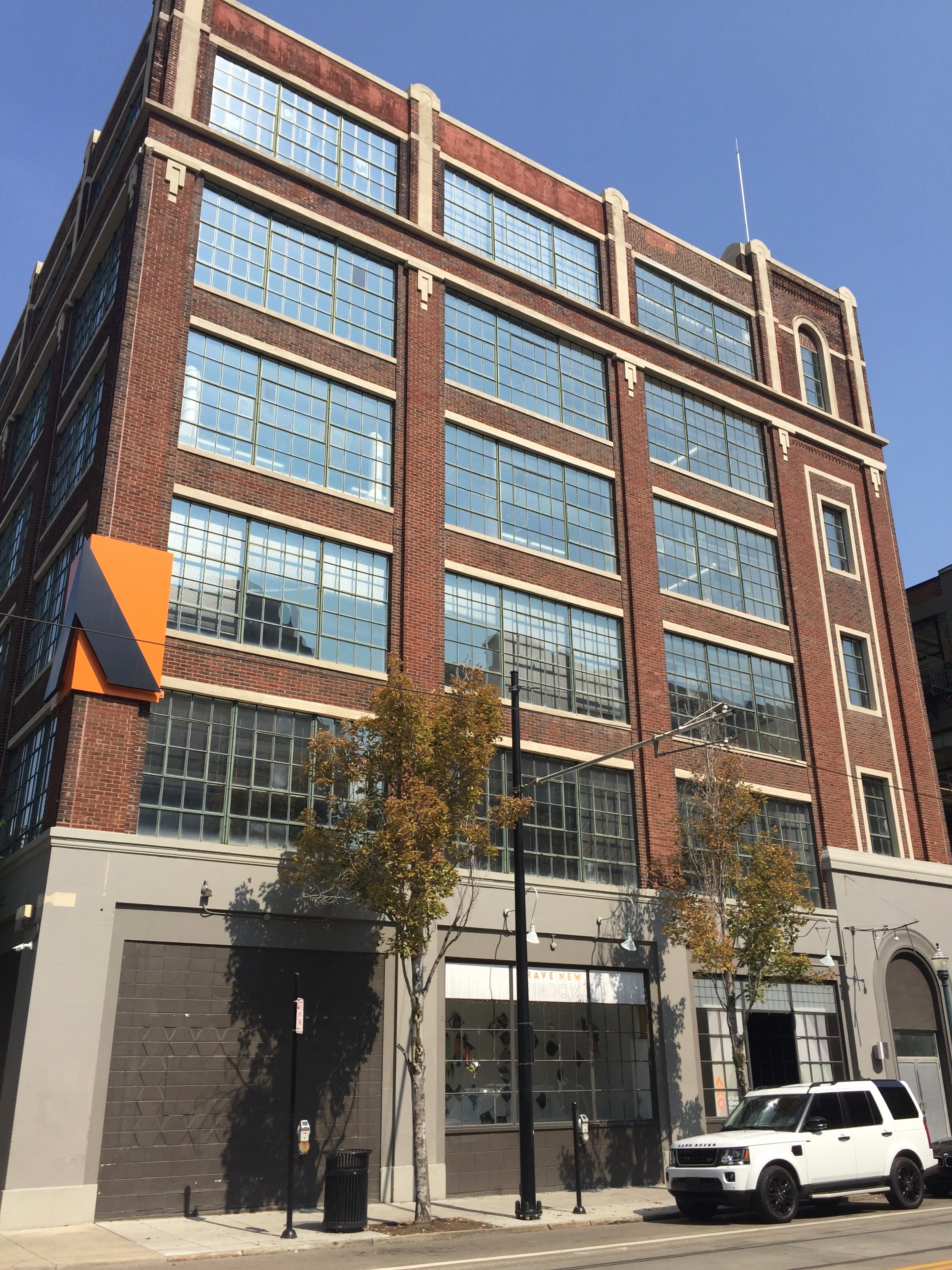
Art Academy of Cincinnati

Die Art Academy of Cincinnati, Abkürzung AAC, ist eine private Kunsthochschule in Cincinnati, Ohio, Vereinigte Staaten. Sie ist akkreditiert bei der National Association of Schools of Art and Design. 1869 wurde sie als McMicken School of Drawing and Design gegründet und 1871 als Fakultät in die University of Cincinnati integriert. 1887 wurde sie eine von der Universität unabhängige Kunstakademie. Als Museumsschule war sie bis 1998 an das Cincinnati Art Museum angekoppelt. Seit 2005 hat sie einen neuen Standort im Stadtteil Over-the-Rhine.

## Geschichte, Programm, Standorte
Bereits 1828 gab es durch den deutschstämmigen Bildhauer Frederick Eckstein, Sohns des Künstlers Johannes Eckstein, Bruder des Malers John Eckstein und Lehrer des Bildhauers Hiram Powers, den Versuch der Gründung einer Cincinnati Academy of Fine Arts. Am 18. Oktober 1838 wurde durch den Maler Godfrey Frankenstein und den Bildhauer John L. Whetstone ein weiteres Mal damit begonnen, eine Academy of Fine Arts in Cincinnati zu etablieren. Während der 18-jährige Frankenstein die Akademie als Präsident leitete, fungierte der 17-jährige Whetstone, der später Lokomotiven baute, als Sekretär. Weitere Mitglieder waren unter anderem Worthington Whittredge als Inspektor („superintendent“) sowie James Beard („officer“) und Miner Kilbourne Kellogg („officer“). Zum Kreis der Mitglieder zählten sowohl Künstler als auch Kunstliebhaber. Mindestens bis 1841 blieb die Akademie durch Ausstellungsprojekte aktiv. Letztlich scheiterte sie jedoch, weil keine dauerhaften Strukturen gebildet und keine ausreichenden finanziellen Ressourcen erschlossen werden konnten.
Erst die McMicken School of Drawing and Design erwies sich als erfolgreich. Benannt wurde sie nach dem Geschäftsmann, Sklavenhalter und Mäzen Charles McMicken (1782–1858), der in seinem Testament Grundstücke im Wert von einer Million Dollar zur Gründung einer Universität in Cincinnati gestiftet hatte. Am 4. Januar 1869 öffnete sie als Schule für Angewandte Kunst, Malerei und Zeichnen. Ihren Gründern ging es insbesondere um „promotion of taste and design in the industrial arts“, also die Förderung von Geschmack und Entwurf im Produktdesign. Als ihr Gründungsdirektor wurde der Maler Thomas Satterwhite Noble aus New York City, ein Schüler von Thomas Couture, verpflichtet. Einer ihrer Lehrer wurde Henry Mosler. 1871 wurde die Kunstschule in die University of Cincinnati integriert.

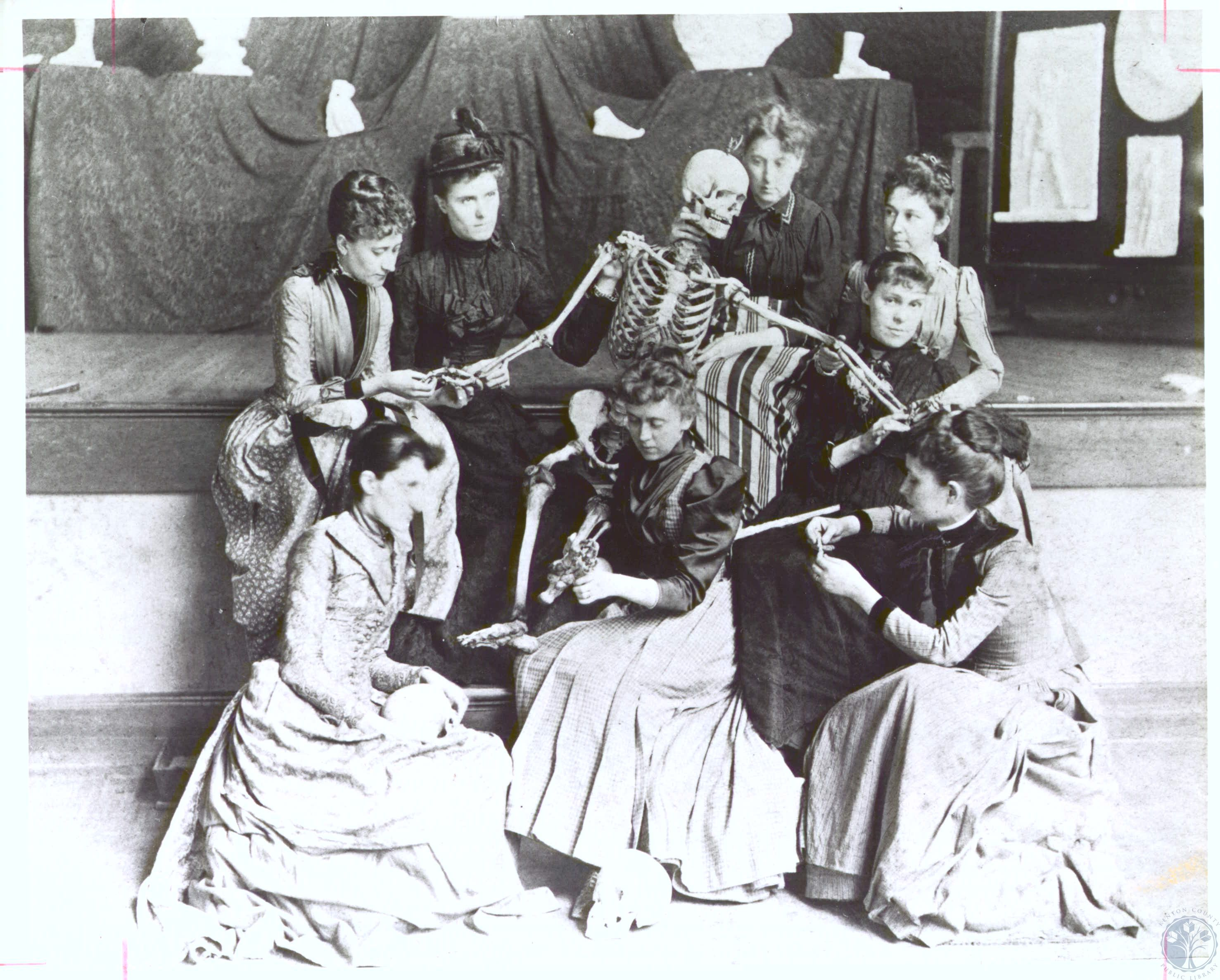
Kunstklasse von Frank Duveneck in der Akademie, Foto um 1900

Die Teilnahme an den Kunstklassen war für Stadtbewohner kostenlos, während Auswärtige 30 Dollar im Jahr für Tagesklassen und 15 Dollar für Abendkurse bezahlten. Zeitweise war die Zahl der Besucher der Kunstschule dreimal so hoch wie die der anderen Fakultäten der Universität. 1873 etablierte der Stenograf und Kunstlehrer Benjamin Pitman (1822–1910), ein Anhänger des Arts and Crafts Movement und Bruder von Isaac Pitman, an der Schule Kurse im Schnitzen und in Chinesischer Malerei. Schülerinnen Pittmans waren Maria Longworth Nichols (1849–1932) und Mary Louise McLaughlin, die als Begründerinnen der modernen amerikanischen Kunsttöpferei kunsthistorische Bedeutung erlangten. Als 14-Jährige besuchten Elizabeth Nourse und ihre Zwillingsschwester Adelaide die Schule. Auch der Maler Joseph Henry Sharp war ihr Schüler. Als Lehrer prägte Frank Duveneck eine ganze Generation junger Maler. Er wurde 1904 Nobles Nachfolger im Direktorat der Schule.

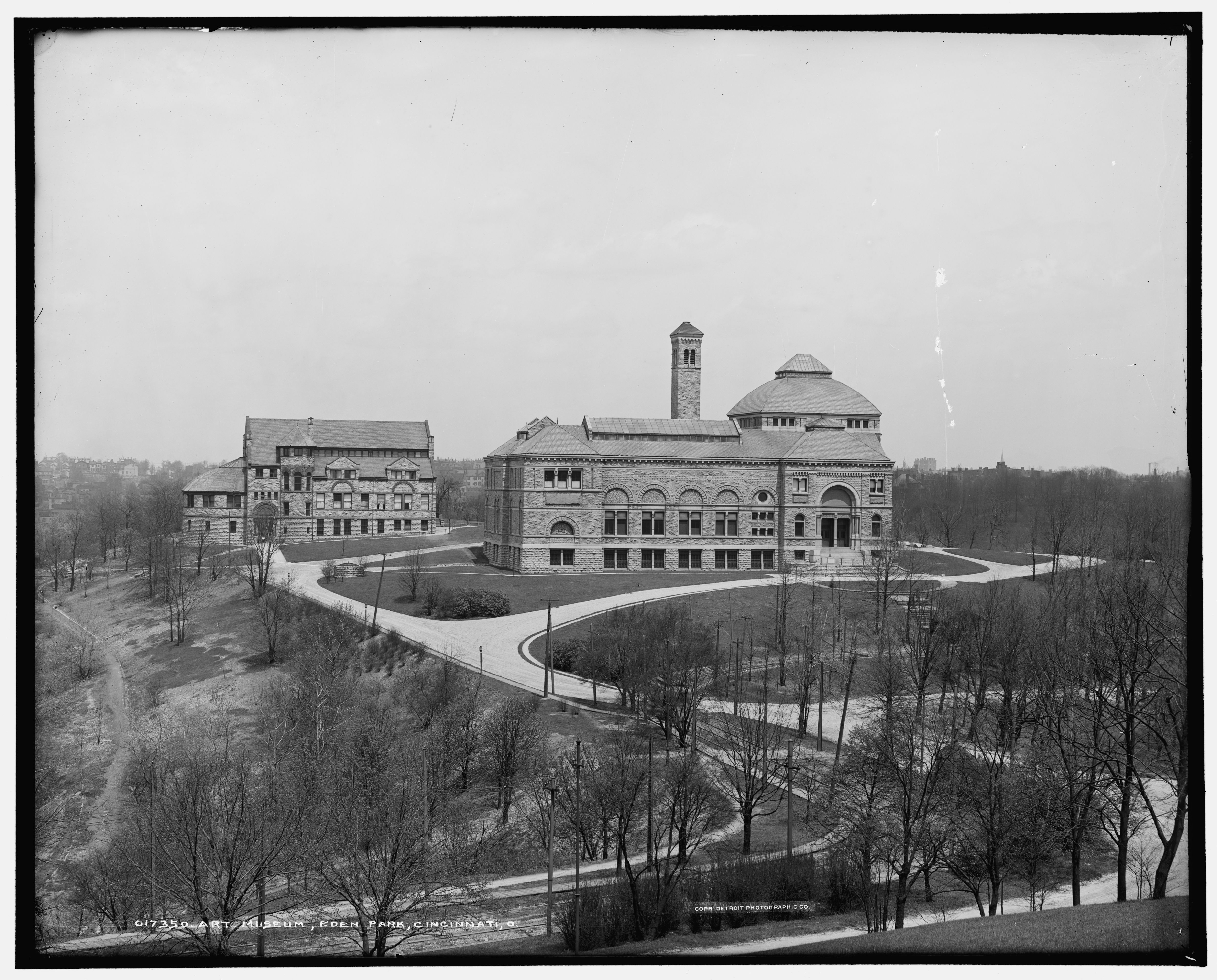
Art Academy of Cincinnati und Cincinnati Art Museum, Foto um 1900

1881 begannen ernsthafte Bestrebungen, die Schule aus der Universität herauszulösen und sie als Museumsschule und Akademie zu verselbstständigen. Besonders die einflussreiche Women’s Art Museum Association of Cincinnati (WAMA), eine Nachfolgerin der Ladies’ Academy of Fine Arts (LAFA), verfolgte die Idee einer Umwandlung der Schule nach dem Vorbild der South Kensington School of Art in London. 1884 kamen diese Bestrebungen durch Joseph Longworth, einen vermögenden Geschäftsmann und Förderer der Stadt und ihrer Kunstschule, ihrem Ziel näher. Longworth stellte Flächen am Eden Park für das zu bauende Ensemble aus Akademie und Cincinnati Art Museum zur Verfügung. Außerdem stiftete er Bilder und Zeichnungen für das Kunstmuseum, die auch akademischer Anschauung und Forschung in der neuen Akademie dienten. 1887 erfolgte die förmliche Umbenennung in Art Academy of Cincinnati. Im November des Jahres eröffnete sie im Neubau neben dem Museum ihre Pforten. Der Architekt des Ensembles im Stil der Richardsonian Romanesque war James W. McLaughlin (1834–1923).
Nach dem Ersten Weltkrieg entwickelte sich die Akademie zu einer führenden amerikanischen Ausbildungsstätte für Produktdesign. Das Lehrangebot der Akademie verbreiterte sich bedeutend, insbesondere im Bereich Grafik, Illustration und Fotografie. Auch Modezeichnen und Bühnenentwurf für Film und Fernsehen wurden angeboten. Mit Ausnahme der Jahre der Great Depression, in denen die jährliche Studentenzahl auf 150 bis 250 sank, blieb die Nachfrage nach Ausbildungsplätzen in ihren Fächern stabil, bei etwa 300 bis 400 jährlichen Studenten. 1944 gehörte die Akademie zu den Gründerinnen der National Association of Schools of Art and Design.

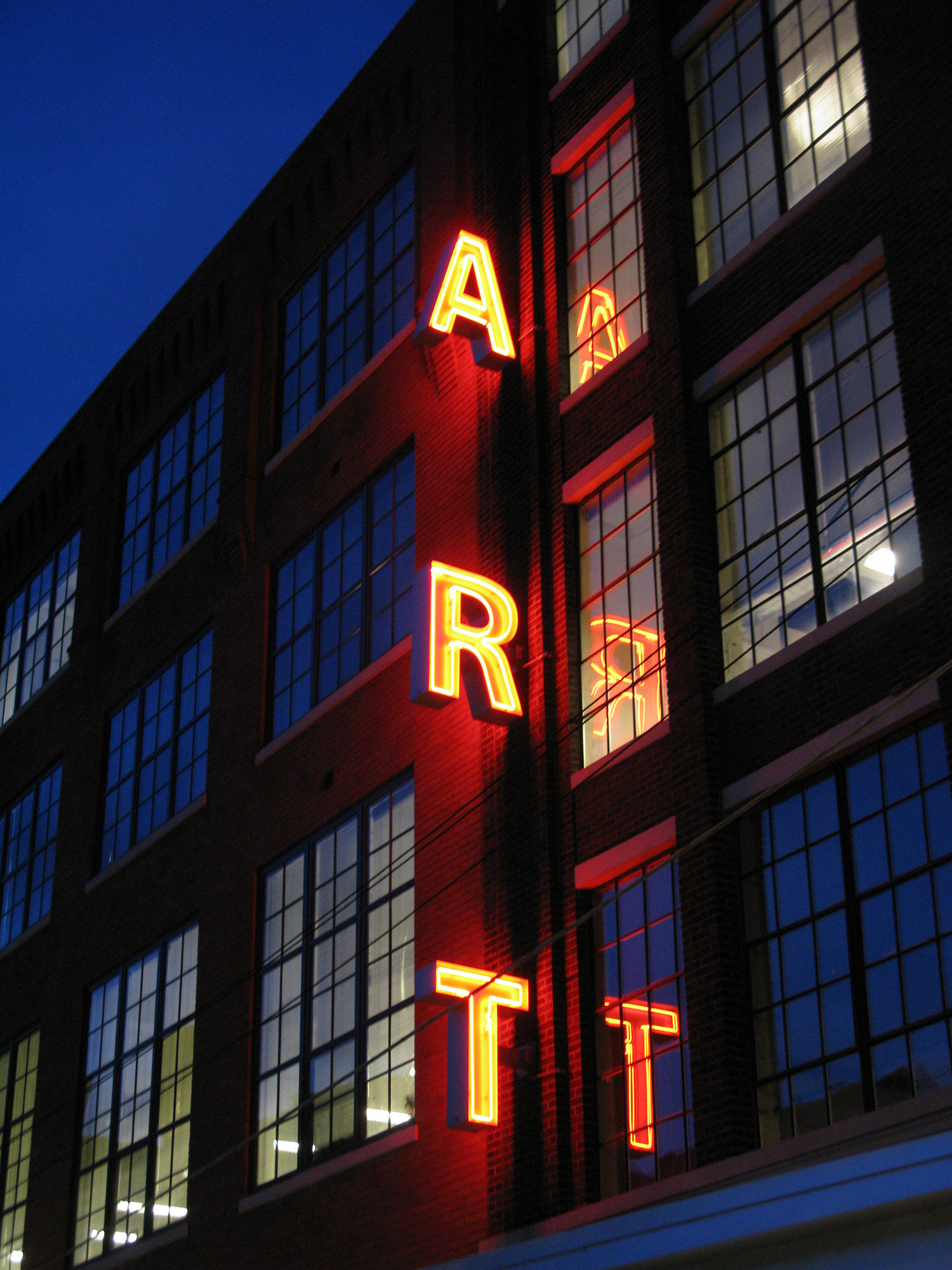
Neonschriftzug an der historischen Fassade des Akademiegebäudes, einer Druckerei aus dem Jahr 1923

Seit 1972 engagiert sich die Akademie im Bereich der örtlichen Kunsterziehung, indem sie ein Programm zur Entwicklung künstlerischer Fähigkeiten bei Kindern und Erwachsenen in Klassen begann, die von professionellen Künstlern geleitet werden. Ab 1979 bietet die Akademie ihren Studenten ein Programm zum Abschluss als Bachelor of Fine Arts an, ab 1995 ein Programm zum Abschluss als Master of Arts in Art Education.
Um den veränderten und wachsenden Raumansprüchen einer modernen Kunsthochschule zu genügen, beschloss die Akademie im Mai 2000, zwei Jahre nach ihrer organisatorischen Abkoppelung vom Cincinnati Art Museum, den Campus im Eden Park zu verlassen und im Rahmen einer Stadterneuerungsplanung einen neuen, urbanen Standort im Stadtteil Over-the-Rhine an der Jackson Street zu entwickeln. Im Herbst 2005 zog sie dorthin um.